# مجرای صفراوی

۱. مجاری صفراوی:
۲.کانال‌های صفراوی درون کبدی
۳.مجاری کبدی چپ و راست
۴.مجرای کبدی مشترک
۵. مجرای صفراوی
۶.مجرای صفراوی مشترک
۷.آمپول واتر
۸.درون دوازده
۹.کیسه صفرا
۱۰–۱۱.لوب راست و چپ کبد
1. طحال
2. مری
3. معده
4. دوازدهه
5. تهی روده
6. لوزالمعده
۱۸.مجرای فرعی لوزالمعده
۱۹.مجرای لوزالمعده
۲۰.روده کوچک
۲۱ و۲۲. کلیه راست و چپ

مجرای صفراوی (به انگلیسی: bile duct) هر یک از ساختارهای لوله ای بلندی است که حامل صفرا است و در بیشتر مهره‌داران وجود دارد.

## مجرای صفراوی
صفرا، برای هضم غذا و چربی‌ها مورد نیاز است. صفرا توسط کبد ترشح می‌شود و به معابر حمل‌کننده صفرا می‌رود.
مسیر صفرا به شرح زیر است: صفرا در کبد ← کانال هرینگ ← مجاری صفراوی داخل کبدی ← مجاری کبدی چپ و راست ← مجرای مشترک کبدی ← مجرای صفراوی ← مجرای صفراوی مشترک ← آمپول واتر ← مجرای پانکراس ← دوازدهه

## ساختار
مجرای صفراوی مانند کیسه صفرا سبز است، که دلیل آن لکه صفرا می‌باشد.

## آسیب‌شناسی
انسداد مجرای صفراوی توسط سرطان (کلانژیوکارسینوما)، سنگ کیسه صفرا، یا زخم از آسیب‌های کیسه صفرا است، که از ورود صفرا به روده جلوگیری می‌کند و ماده فعال در صفرا (بیلی روبین) به جای حمل و نقل در مجرای صفراوی در خون تجمع می‌یابد. نتایج این وضعیت زردی است، که در آن پوست و چشم از بیلی روبین در خون زرد می‌شوند. این وضعیت همچنین باعث خارش خفیف می‌شود که ناشی از بیلی روبین، در بافت‌ها است. در انواع خاصی از زردی، ادرار به صورت قابل ملاحظه‌ای تیره‌تر، و مدفوع بسیار روشن‌تر از حد معمول خواهد شد. اما در حالت عادی بیلی روبین از طریق مدفوع و ادرار دفع خواهد شد. و دلیل زردی ادرار نیز همین می‌باشد.
زردی گاهی توسط سرطان پانکراس، که باعث انسداد مجرای صفرا نیز ایجاد می‌شود؛ زیرا مجرای صفراوی در عبور از بخش سرطانی بسته می‌شود.

## نگارخانه

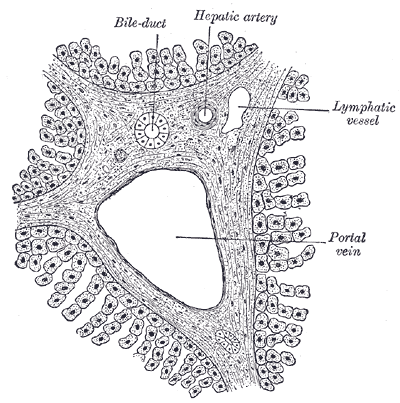
قسمتی از کانال صفراوی در تصویر.
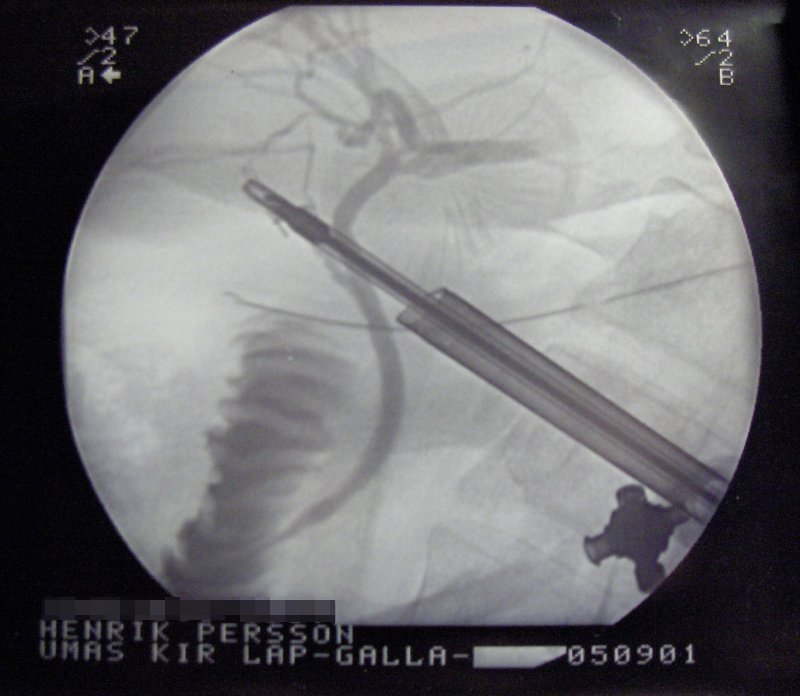
کلانژیوگرام در حین عمل، در یک کوله سیستکتومی به روش لاپاروسکوپی است که اشعه ایکس به مجرای صفراوی می‌تابد.
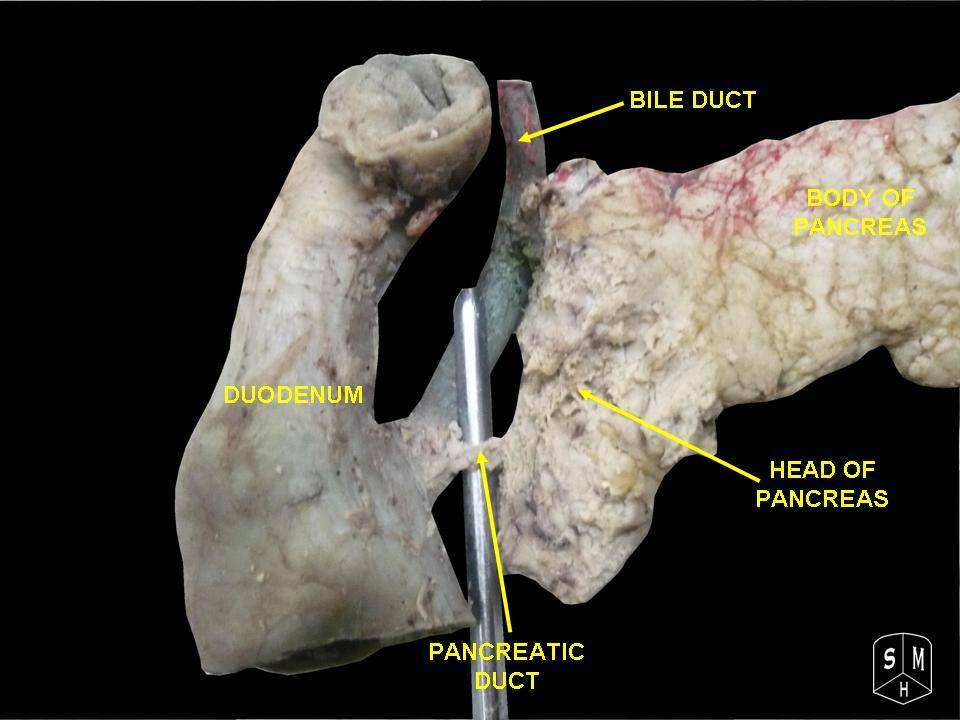
مشاهده مجرای صفرا (کالبد شکافی عمیق).